# WISE 0513+0608
WISE 0513+0608 (= EQ J0513+0608) is een bruine dwerg met een spectraalklasse van T6.5. De ster bevindt zich 47,2 lichtjaar van de zon.